# Гало (язык)
Гало (также галлонг) — язык народа гало, проживающего главным образом в округах Западный Сианг, Восточный Сианг, Верхний Субансири и Чангланг индийского штата Аруначал-Прадеш. Относится к ветви тани тибето-бирманской языковой семьи. Число носителей — около 30 тыс. человек.
Большая часть носителей в той или иной степени владеют ассамским и хинди, наиболее образованные и молодое поколение владеют также английским. Монолингвами на сегодняшний день по всей видимости являются лишь несколько представителей старшего поколения. Основной диалект — ларе, понимаем всеми гало. Другие диалекты — пуго, карка, нгонго. Уровень грамотности говорящих — около 60%.
Относится к синтетическим агглютинативным языкам.